# Ville-sur-Illon
Ville-sur-Illon est une commune française située dans le département des Vosges, en région Grand Est.
Ses habitants sont appelés les Villains.

## Géographie

### Localisation
La commune doit son nom à l'affluent du Madon qui la traverse : l'Illon.

### Géologie et relief
La commune se compose de 80,93 hectares de territoires artificialisés (4,52 %), 1 056,14 hectares de territoires agricoles (58,97 %) et 653,64 hectares de forêts et milieux semi-naturels  (36,50 %).
Espaces naturels :
- Une zone naturelle d'intérêt écologique, faunistique et floristique (Znieff) :  Étang de Jeanmoie à Ville-sur-Illon[3].

| Les Ableuvenettes | Dompaire        | Damas-et-Bettegney |
| Pierrefitte       | Ville-sur-Illon | Harol              |
|                   | Escles          |                    |

### Hydrographie

#### Réseau hydrographique
La commune est située dans le bassin versant du Rhin au sein du bassin Rhin-Meuse. Elle est drainée par l'ruisseau de l'Illon, le ruisseau de Damas-et-Bettegney, le ruisseau de Fontenaille et le ruisseau du Bois de l'Etang de Jeanmole,.
L'Illon, d'une longueur totale de 12,7 km, prend sa source dans la commune de Harol et se jette dans le Madon à Begnécourt, en limite avec Bainville-aux-Saules, après avoir traversé cinq communes.

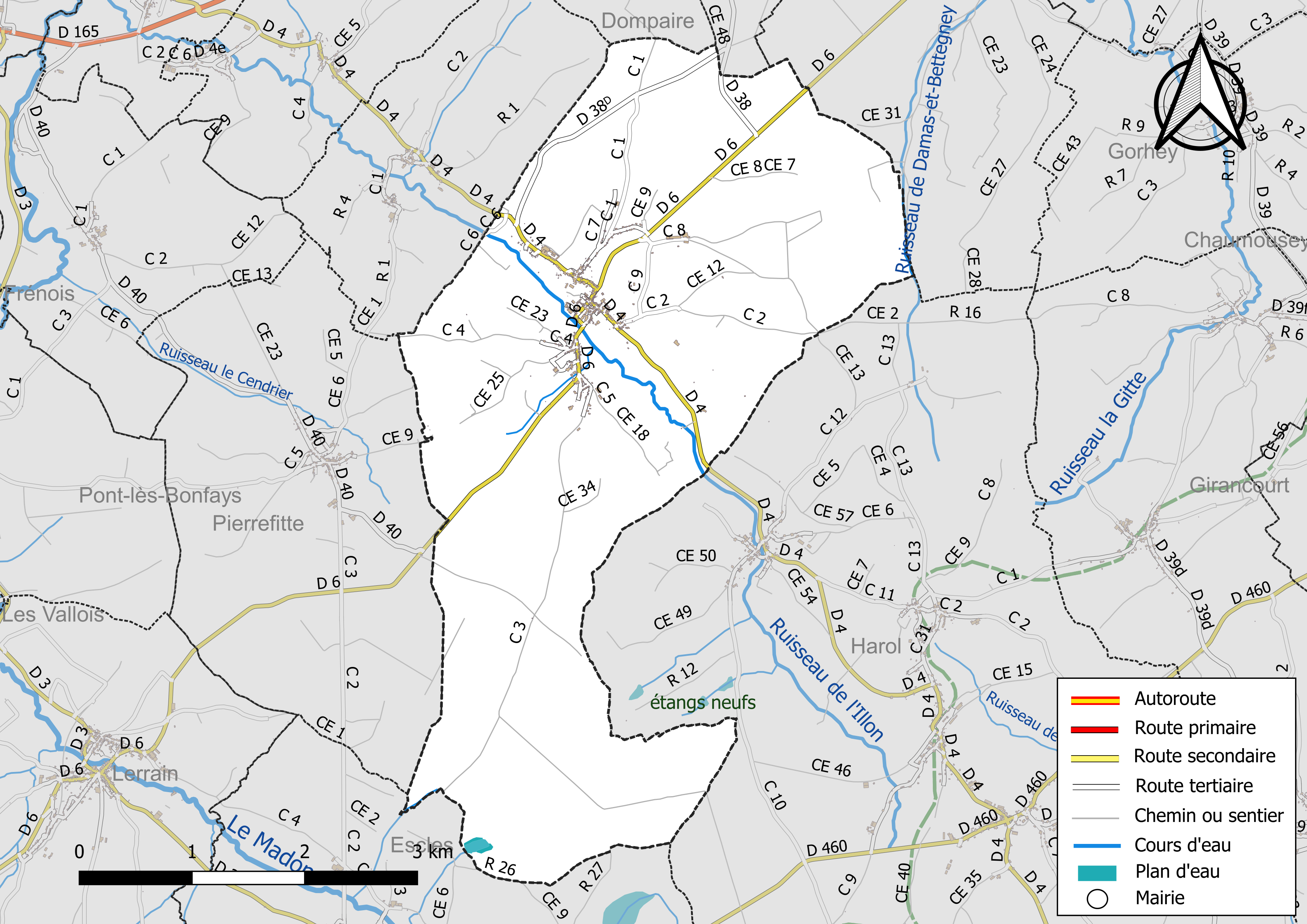
Réseaux hydrographique et routier de Ville-sur-Illon.

#### Gestion et qualité des eaux
Le territoire communal est couvert par le schéma d'aménagement et de gestion des eaux (SAGE) « Nappe des Grès du Trias Inférieur ». Ce document de planification, dont le territoire comprend le périmètre de la zone de répartition des eaux de la nappe des Grès du trias inférieur (GTI), d'une superficie de 1 497 km2, est en cours d'élaboration. L’objectif poursuivi est de stabiliser les niveaux piézométriques de la nappe des GTI et atteindre l'équilibre entre les prélèvements et la capacité de recharge de la nappe. Il doit être cohérent avec les objectifs de qualité définis dans les SDAGE Rhin-Meuse et Rhône-Méditerranée. La structure porteuse de l'élaboration et de la mise en œuvre est le conseil départemental des Vosges.
La qualité des cours d’eau peut être consultée sur un site dédié géré par les agences de l’eau et l’Agence française pour la biodiversité.

### Climat
Pour des articles plus généraux, voir Climat du Grand Est et Climat des Vosges.
En 2010, le climat de la commune est de type climat des marges montargnardes, selon une étude du Centre national de la recherche scientifique s'appuyant sur une série de données couvrant la période 1971-2000. En 2020, Météo-France publie une typologie des climats de la France métropolitaine dans laquelle la commune est exposée à un climat semi-continental et est dans la région climatique  Lorraine, plateau de Langres, Morvan, caractérisée par un hiver rude (1,5 °C), des vents modérés et des brouillards fréquents en automne et hiver. 
Pour la période 1971-2000, la température annuelle moyenne est de 9,7 °C, avec une amplitude thermique annuelle de 17,1 °C. Le cumul annuel moyen de précipitations est de 1 068 mm, avec 12,9 jours de précipitations en janvier et 9,9 jours en juillet. Pour la période 1991-2020, la température moyenne annuelle observée sur la station météorologique de Météo-France la plus proche, « Dommartin-aux-Bois_sapc », sur la commune de Dommartin-aux-Bois à 5 km à vol d'oiseau, est de 10,6 °C et le cumul annuel moyen de précipitations est de 908,9 mm. 
La température maximale relevée sur cette station est de 39,4 °C, atteinte le 25 juillet 2019 ; la température minimale est de −17,5 °C, atteinte le 20 décembre 2009,,. 
Les paramètres climatiques de la commune ont été estimés pour le milieu du siècle (2041-2070) selon différents scénarios d'émission de gaz à effet de serre à partir des nouvelles projections climatiques de référence DRIAS-2020. Ils sont consultables sur un site dédié publié par Météo-France en novembre 2022.

## Urbanisme

### Typologie
Au 1er janvier 2024, Ville-sur-Illon est catégorisée commune rurale à habitat dispersé, selon la nouvelle grille communale de densité à sept niveaux définie par l'Insee en 2022.
Elle est située hors unité urbaine. Par ailleurs la commune fait partie de l'aire d'attraction d'Épinal, dont elle est une commune de la couronne,. Cette aire, qui regroupe 118 communes, est catégorisée dans les aires de 50 000 à moins de 200 000 habitants,.

### Occupation des sols
L'occupation des sols de la commune, telle qu'elle ressort de la base de données européenne d’occupation biophysique des sols Corine Land Cover (CLC), est marquée par l'importance des territoires agricoles (58,9 % en 2018), en diminution par rapport à 1990 (59,9 %). La répartition détaillée en 2018 est la suivante : 
forêts (36,6 %), terres arables (34,2 %), prairies (24,7 %), zones urbanisées (4,5 %). L'évolution de l’occupation des sols de la commune et de ses infrastructures peut être observée sur les différentes représentations cartographiques du territoire : la carte de Cassini (XVIIIe siècle), la carte d'état-major (1820-1866) et les cartes ou photos aériennes de l'IGN pour la période actuelle (1950 à aujourd'hui).

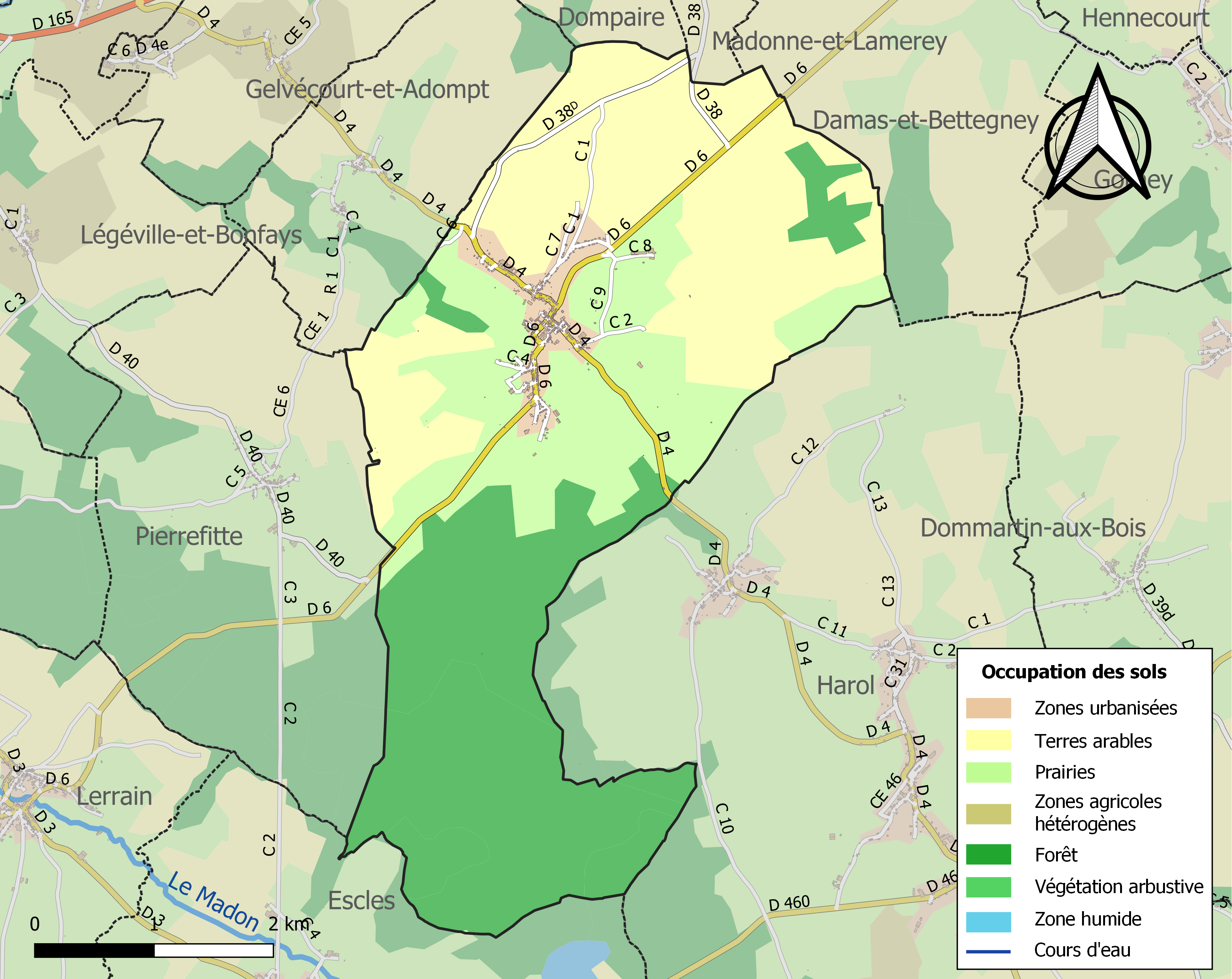
Carte des infrastructures et de l'occupation des sols de la commune en 2018 (CLC).

### Voies de communications et transports

#### Voies routières
- A31 (aussi appelée autoroute de Lorraine-Bourgogne). Échangeur Bulgnéville[19].

#### Transports en commun
- Fluo Grand Est.

#### Lignes SNCF
- Gare de Thaon
- Gare d'Épinal
- Gare de Xertigny

#### Transports aériens
- L'Aéroport d'Épinal-Mirecourt « Vosges Aéroport ».

À partir de l'été 2021, l’aéroport d’Épinal-Mirecourt est devenu le "pélicandrome" de la Zone Est et servira ainsi de base de ravitaillement et d’intervention pour les avions bombardiers d’eau connus sous le nom de Dash 8.

## Toponymie
Le nom de la localité est attesté sous les formes ? Euorini villa (1003) ; Vicarium de Villa (1132) ; Ville (1228) ; S. de Vile (1236) ; Villam sor Illon (1295) ; Vile selonc Adon (XIIIe siècle) ; ? « Paulum de Urbe, archidiaconum de Vosago » (1332) ; Villesorellon (1352) ; Villesorillom (1358) ; Villesairellon (1371) ; Villa dicta Sarillon (1378) ; Ville Sarrellon (1379) ; Villesarellon (1380) ; Ville sor Illon (1399) ; Villesoirellon (XIVe siècle) ; Villa Sorrelloin, Sorellonni (1402) ; Ville Sarreillon (1430) ; Ville Sairelon (1458) ; Ville sur Yllon (1469) ; Ville sur Illon (1469) ; Prope Villam Surrillon (1538) ; Ville Suryllon (1564) ; Ville Surrillon (XVIIe siècle) ; Villa supra Iliam (1768).

Le mot Ville provient du latin villa (« maison de campagne, propriété rurale ») qui prit dès les Ve – VIe siècles le sens de « groupe de maisons adossées à la villa », c'est-à-dire à peu près « village », puis regroupement plus important de population.
L,Illon est une rivière française, qui coule en région Grand Est, dans le département des Vosges.

## Histoire
Une famille de l'ancienne chevalerie lorraine porta le nom de la commune jusqu'à la fin du Moyen Âge. Il y eut plusieurs mariages avec les familles nobles De Lenoncourt et De Haraucourt, réputées être parmi les plus puissantes du duché. La personnalité la plus connue de cette branche est Henri De Ville-Sur-Illon. Il fut le 66e évêque de Toul, de 1409 à 1436. 
Le marquisat de Ville-sur-Illon, érigé le 15 mars 1703, portait d'or à la croix de gueules, armes reprises par la commune. Ville-sur-Illon faisait partie du bailliage de Darney. Au spirituel, la commune dépendait du doyenné de Porsas jusqu’en 1777, puis du doyenné de Jorxey.
Un séminaire fut fondé le 9 octobre 1664 et doté par Nicolas Boban, curé de Dommartin-lès-Ville. En 1768, il faillit disparaître comme ne satisfaisant plus aux règles. Ses dernières années furent précaires : en 1789, il n’y avait plus que deux religieux et l'établissement fut vendu le 23 avril 1792.
De 1790 à l'an IX, Ville-sur-Illon a fait partie du district de Mirecourt, canton de Dompaire.
L'église a été bâtie vers la fin du XVe siècle par Antoine, seigneur de Ville, et Yolande de Bassompierre ; elle a été agrandie en 1884. La mairie comprenant également l'école de garçons et le logement de l'instituteur, date de 1834 ; l'école de filles, de 1868.
Du 12 au 14 septembre 1944 la commune a été l'un des théâtres de la bataille de Dompaire, bataille de blindés qui a eu lieu entre les armées française et allemande.

## Politique et administration

### Découpage territorial
Par arrêté préfectoral du 15 septembre 2023, la commune est retirée le 1er janvier 2024 de l'arrondissement d'Épinal et rattachée à l'arrondissement de Neufchâteau.

### Liste des maires
| Période                                  | Période   | Identité                        | Étiquette | Qualité                                                                                   |
| ---------------------------------------- | --------- | ------------------------------- | --------- | ----------------------------------------------------------------------------------------- |
| 1865                                     | 1881      | Alfred Mathis                   |           |                                                                                           |
| Les données manquantes sont à compléter. |           |                                 |           |                                                                                           |
| 1888                                     | 1892      | Ernest François Leclerc         |           |                                                                                           |
| 1892                                     | 1908      | Édouard Mathis                  | Féd.      | Avocat Conseiller général du canton de Dompaire (1904-1910) Député des Vosges (1919-1926) |
| 1908                                     | 1912      | Jacques Lobstein                |           | Brasseur                                                                                  |
| 1912                                     | 1926      | Édouard Mathis                  | Féd.      | Avocat Conseiller général du canton de Dompaire (1904-1910) Député des Vosges (1919-1926) |
| 1926                                     | 1959      | René Lobstein                   |           | Brasseur, fils de Jacques Lobstein                                                        |
| 1959                                     | 1971      | Claude le Harivel de Gonneville |           | Exploitant agricole                                                                       |
| 1971                                     | 1974      | Jean Ferry                      |           | Général                                                                                   |
| 1974                                     | 1983      | Madeleine Ferry                 |           |                                                                                           |
| 1983                                     | 1995      | Charles Voilquin                |           | Boucher                                                                                   |
| juin 1995                                | mars 2011 | Paul Étienne                    |           | Agriculteur Démissionnaire à 70 ans                                                       |
| avril 2011                               | mars 2014 | Laurent Comesse                 |           | Agriculteur                                                                               |
| mars 2014                                | En cours  | Colette Comesse-Dautrey         |           | [ 24 ]                                                                                    |

### Budget et fiscalité 2023

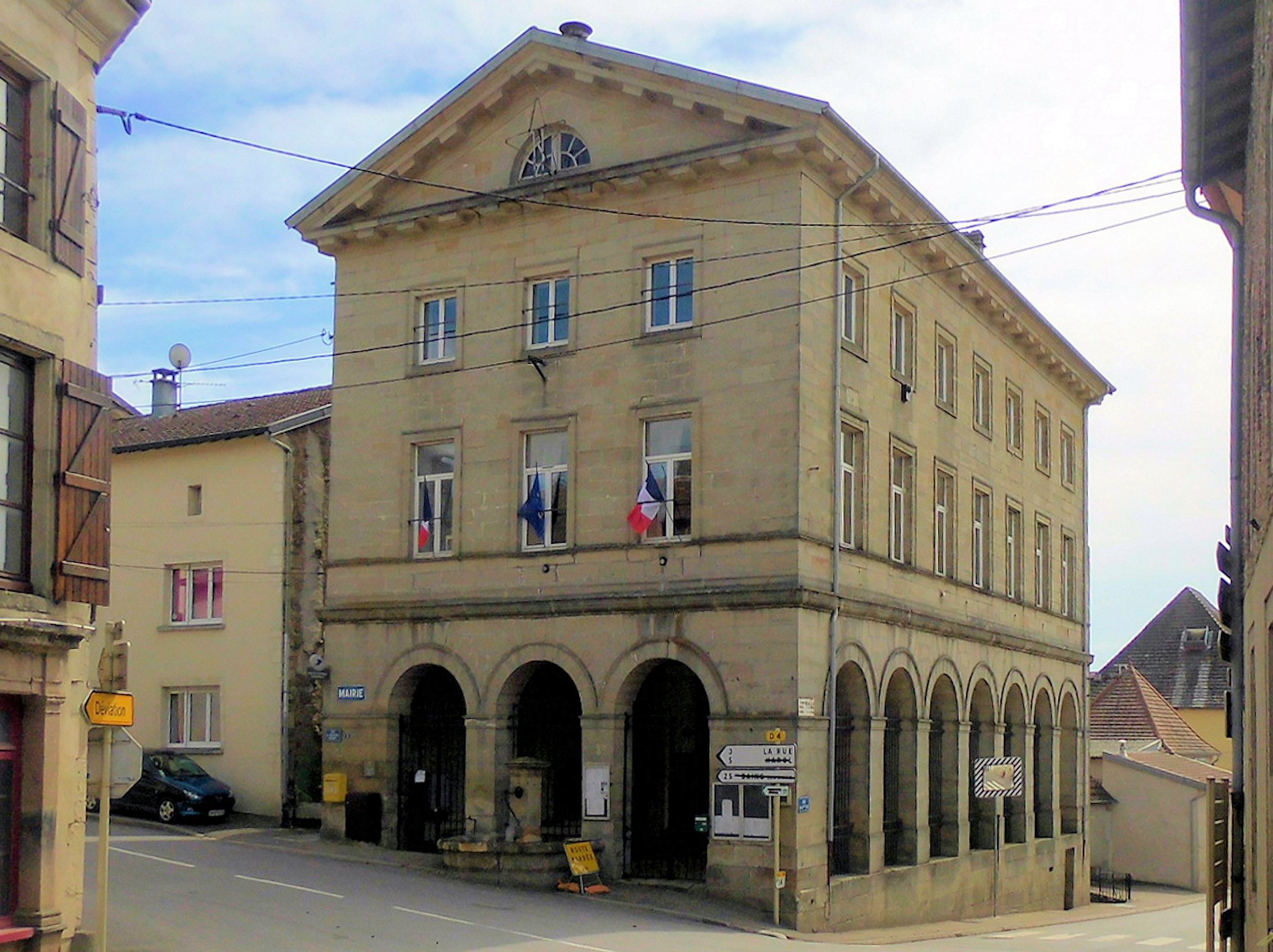
La mairie.

En 2023, le budget de la commune était constitué ainsi :
- total des produits de fonctionnement : 525 000 €, soit 966 € par habitant ;
- total des charges de fonctionnement : 393 000 €, soit 722 € par habitant ;
- total des ressources d'investissement : 56 000 €, soit 104 € par habitant ;
- total des emplois d'investissement : 127 000 €, soit 233 € par habitant ;
- endettement : 1 000 €, soit 2 € par habitant.

Avec les taux de fiscalité suivants :
- taxe d'habitation : 20,52 % ;
- taxe foncière sur les propriétés bâties : 43,40 % ;
- taxe foncière sur les propriétés non bâties : 22,21 % ;
- taxe additionnelle à la taxe foncière sur les propriétés non bâties : 0,00 % ;
- cotisation foncière des entreprises : 0,00 %.

Chiffres clés Revenus et pauvreté des ménages en 2021 : médiane en 2021 du revenu disponible, par unité de consommation : 23 190 €.

## Économie

### Entreprises et commerces

#### Commerces
- Commerces et services de proximité[27].

## Population et société

### Démographie

#### Évolution démographique
L'évolution du nombre d'habitants est connue à travers les recensements de la population effectués dans la commune depuis 1793. Pour les communes de moins de 10 000 habitants, une enquête de recensement portant sur toute la population est réalisée tous les cinq ans, les populations de référence des années intermédiaires étant quant à elles estimées par interpolation ou extrapolation. Pour la commune, le premier recensement exhaustif entrant dans le cadre du nouveau dispositif a été réalisé en 2004.

En 2022, la commune comptait 513 habitants, en évolution de −9,52 % par rapport à 2016 (Vosges : −2,96 %, France hors Mayotte : +2,11 %).
| 1793 | 1800  | 1806 | 1821 | 1831  | 1836  | 1841  | 1846  | 1856 |
| ---- | ----- | ---- | ---- | ----- | ----- | ----- | ----- | ---- |
| 955  | 1 027 | 977  | 993  | 1 024 | 1 056 | 1 052 | 1 016 | 993  |

| 1861  | 1866  | 1876 | 1881 | 1886 | 1891 | 1896 | 1901 | 1906 |
| ----- | ----- | ---- | ---- | ---- | ---- | ---- | ---- | ---- |
| 1 004 | 1 017 | 980  | 907  | 900  | 853  | 861  | 965  | 902  |

| 1911 | 1921 | 1926 | 1931 | 1936 | 1946 | 1954 | 1962 | 1968 |
| ---- | ---- | ---- | ---- | ---- | ---- | ---- | ---- | ---- |
| 894  | 720  | 728  | 672  | 662  | 658  | 613  | 568  | 593  |

| 1975 | 1982 | 1990 | 1999 | 2004 | 2006 | 2009 | 2014 | 2019 |
| ---- | ---- | ---- | ---- | ---- | ---- | ---- | ---- | ---- |
| 505  | 479  | 466  | 460  | 480  | 497  | 510  | 555  | 541  |

| 2022 | - | - | - | - | - | - | - | - |
| ---- | - | - | - | - | - | - | - | - |
| 513  | - | - | - | - | - | - | - | - |

### Enseignement
Établissements d'enseignements :
- Écoles maternelles et primaires à Harol, Lerrain, Escles, Damas-et-Bettegney, Dompaire, Ville-sur-Illon, Begnécourt.

regroupement pédagogique intercommunal entre Harol, Ville-sur-Illon et Pierrefitte.
- Collèges à Dompaire, Mirecourt, Golbey, Thaon-les-Vosges, Épinal.
- Lycées à Harol, Mirecourt, Épinal, Thaon-les-Vosges.

### Santé
Professionnels et établissements de santé :
- Médecins à Dompaire, Damas-et-Bettegney, Lerrain, Girancourt, Chaumousey, Charmois-l'Orgueilleux, Darnieulles, Uxegney, Les Forges.
- Pharmacies à Dompaire, Lerrain, Girancourt, Chaumousey, Uxegney, Les Forges, Mattaincourt, Remoncourt, Mirecourt.
- Hôpitaux à Ville-sur-Illon, Mattaincourt, Mirecourt.

### Cultes
- Culte catholique, Paroisse La-Croix-de-Virine[34].

## Culture locale et patrimoine

### Lieux et monuments

#### Ville-sur-Illon centre
- L'église Saint-Sulpice sûrement construite au XVe siècle et reconstruite au XVIe siècle, classée monument historique (sauf la flèche et le clocher) par arrêté du 22 octobre 1913[35],

fonts baptismaux,
plaque commémorative de fondation aux armes d'Antoine de Ville et de Yolande de Bassompierre,
ostensoir,
et son orgue de 1953 de Jacquot-Lavergne,.
- Château de Ville-sur-Illon.
- Chapelle, rue de la Croix-de-Mission.
- Calvaire, rue de la 2e DB.
- Mairie et ses anciennes halles (1834).
- Fontaine[42]
- École de garçon de 1834 et l'école de filles de 1868[43].
- Salle des fêtes René-Lobstein (1967).
- Maison de retraite.
- Cimetière.
- Monument aux morts, plaque commémorative de l'église Saint-Sulpice, plaque commémorative 1914-1918 de l'église Saint-Martin, monument commémoratif « Char Champagne » 1939-1945, carré militaire 1939-1945[44],[45],[46].

#### Quartier de Dommartin
Dommartin-lès-Ville est une ancienne commune située au nord de Ville-sur-Illon centre.
- L'église Saint-Martin de Dommartin.

plaque funéraire d'Antoine Guyot, natif de Dommartin, curé d'Adompt mort en 1690,
autel de Notre-Dame du Rosaire, haut-relief,
autel, tabernacle, exposition (maître-autel),
clôture de chœur,
statue : Saint Antoine abbé,
fonts baptismaux.
- Petit séminaire de Dommartin administré par la congrégation de Notre-Sauveur.
- La porte de l'abbaye Notre-Dame de Bonfays encastrée dans une maison au XIXe siècle[53].
- Le château Lobstein, maison de maître construite en 1904, inscrit sur l'inventaire supplémentaire des monuments historiques par arrêté du 29 juin 1993[54].
- L'Écomusée vosgien de la brasserie.

#### Quartier du Champ de Mars
Le quartier du Champ de mars se situe au sud de Ville-sur-Illon, sur la rive gauche de l'Illon.
- Le char Sherman Champagne commémorant la bataille de Dompaire qui opposa la 2e DB et l'aviation américaine aux chars allemands de la 112e Panzer en septembre 1944[55].
- Statue de Notre-Dame de Ville-sur-Illon, sur les hauteurs du village à 345 mètres d'altitude.

#### En dehors du village
- Croix de Thiachamps, qui marque le lieu où l'enfant d'un seigneur de retour de croisade fut mortellement blessé, d'où ce nom de « Tuer aux champs ».
- Croix blanche, sur la route menant à Saurupt sur la commune de Harol.
- Calvaire, sur la route départementale 6, vers Damas-et-Bettegney.
- La chapelle du Chignot, dite de Bon-Secours, datée de 1773, au sud du village, sur la route départementale 6 vers Lerrain.
- Oratoire Marie Notre Espérance[56].

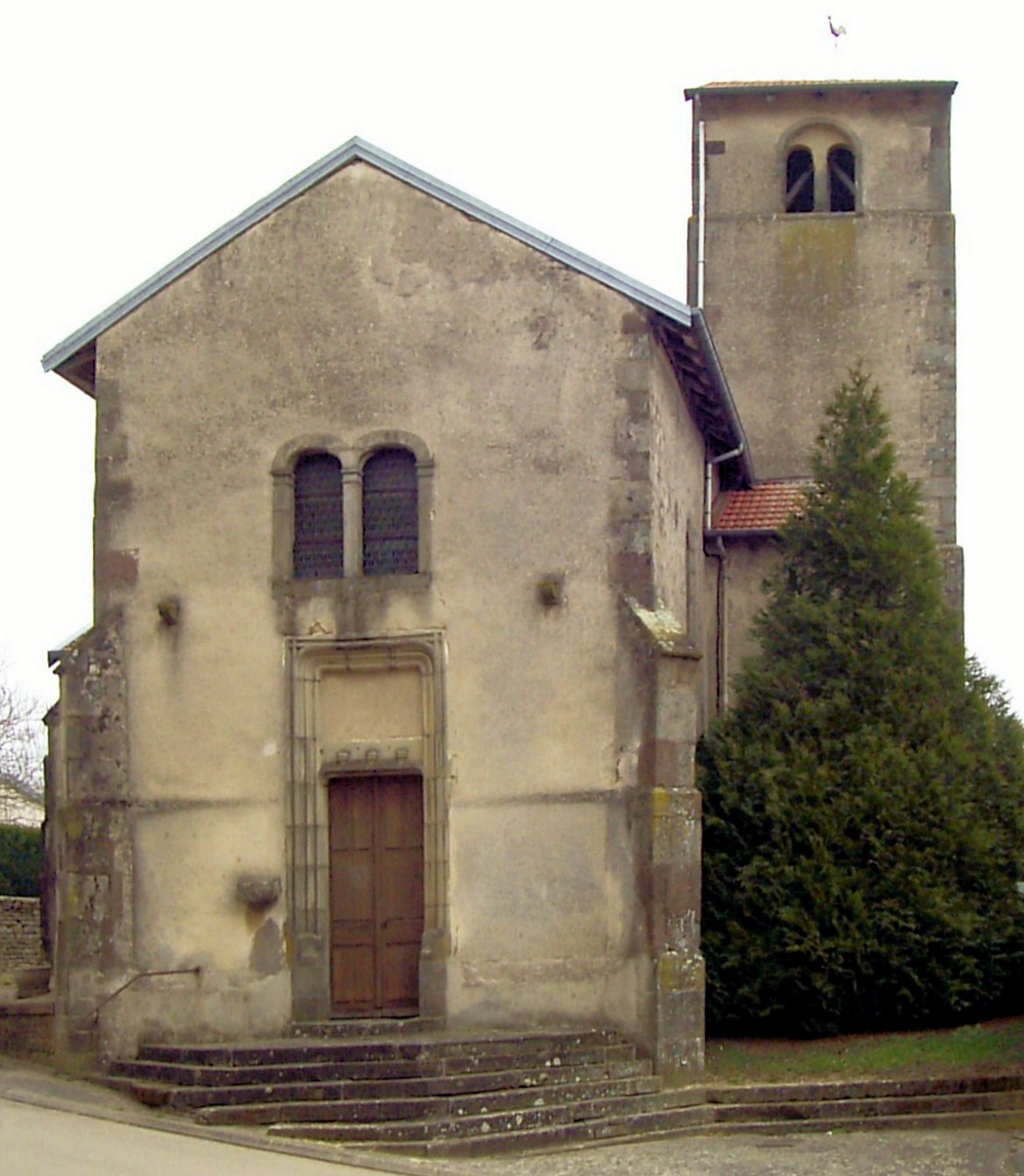
L'église Saint-Martin.
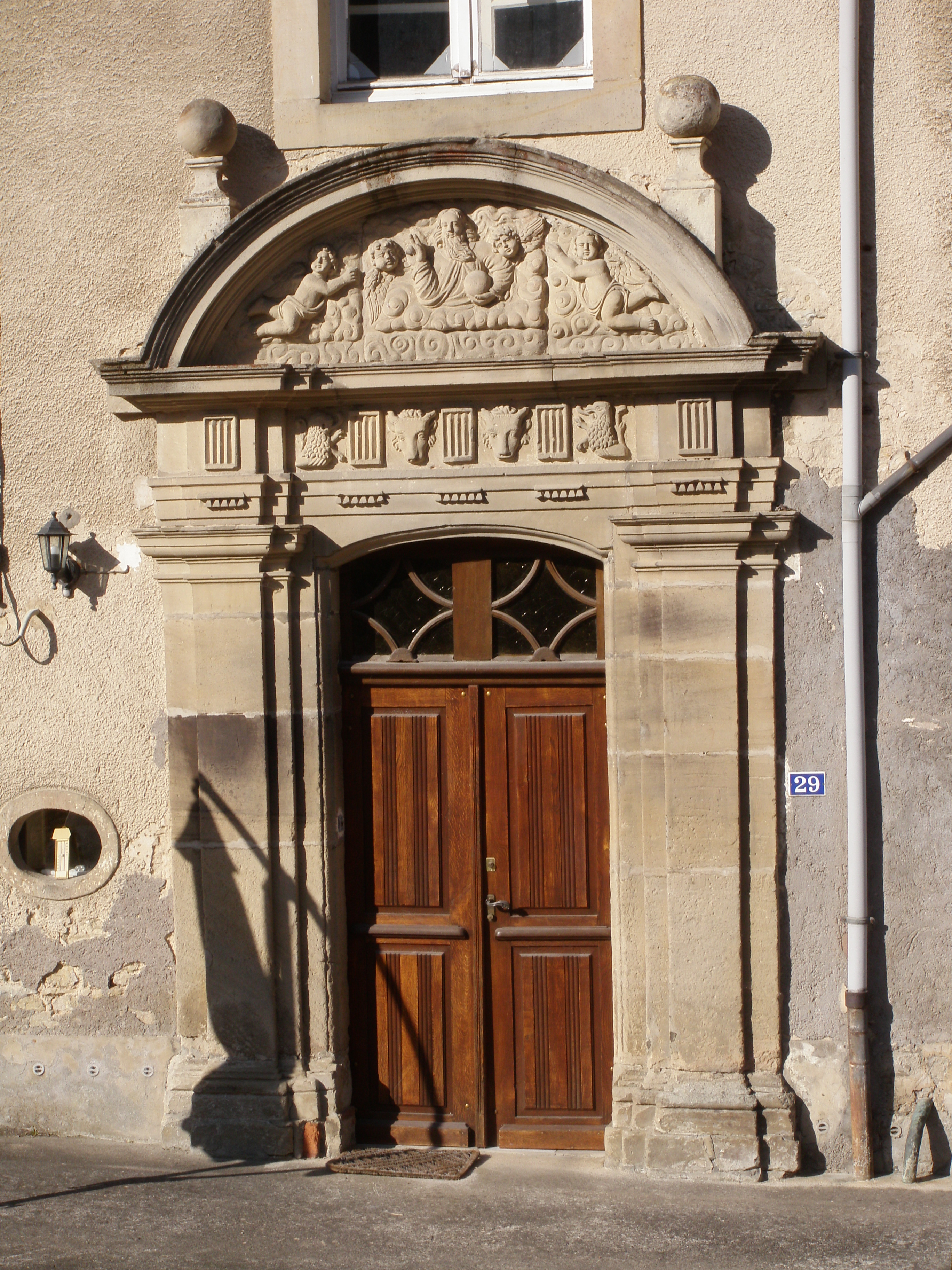
Porte de l'abbatiale Notre-Dame de Bonfays.
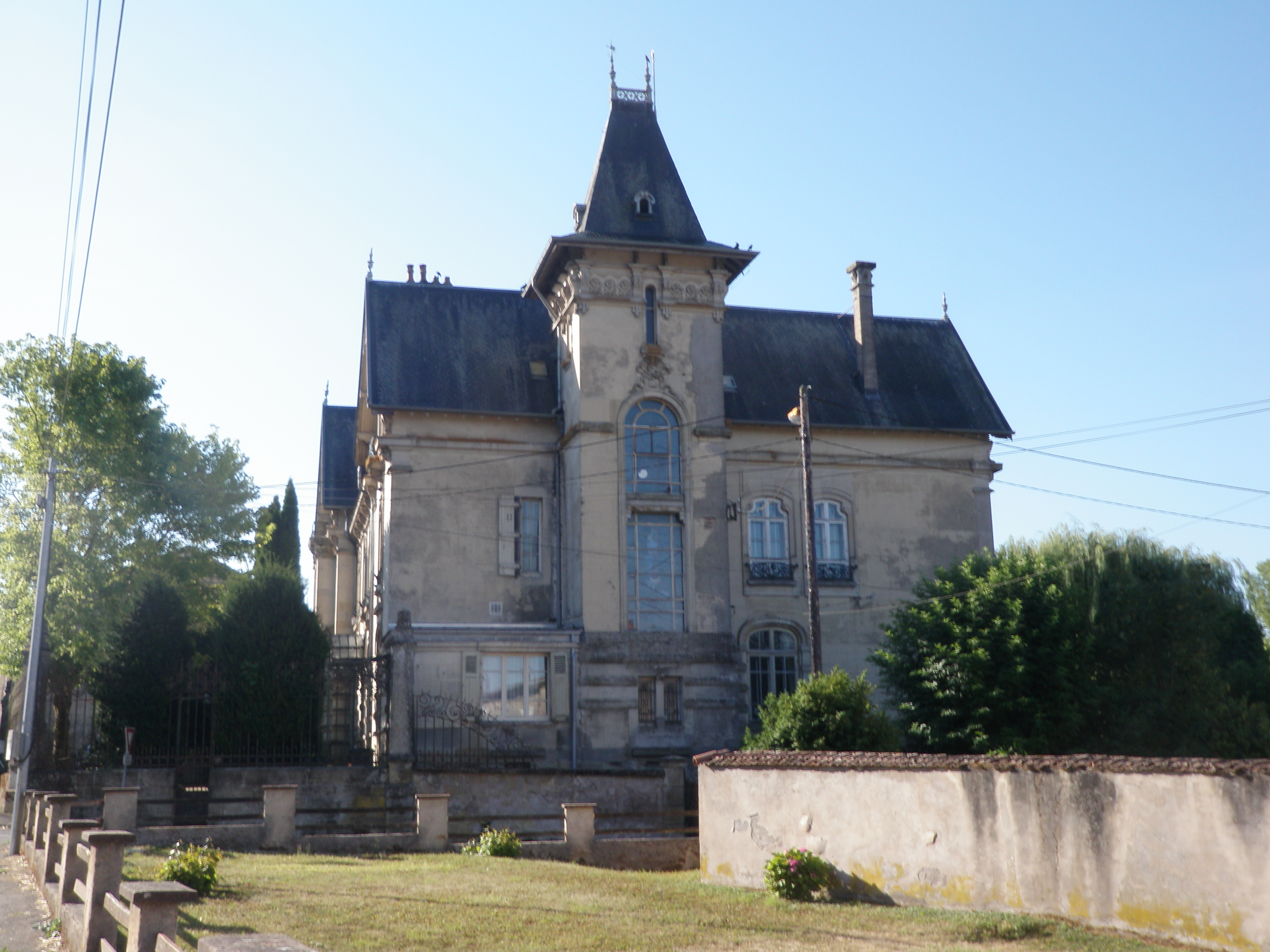
Château Lobstein.
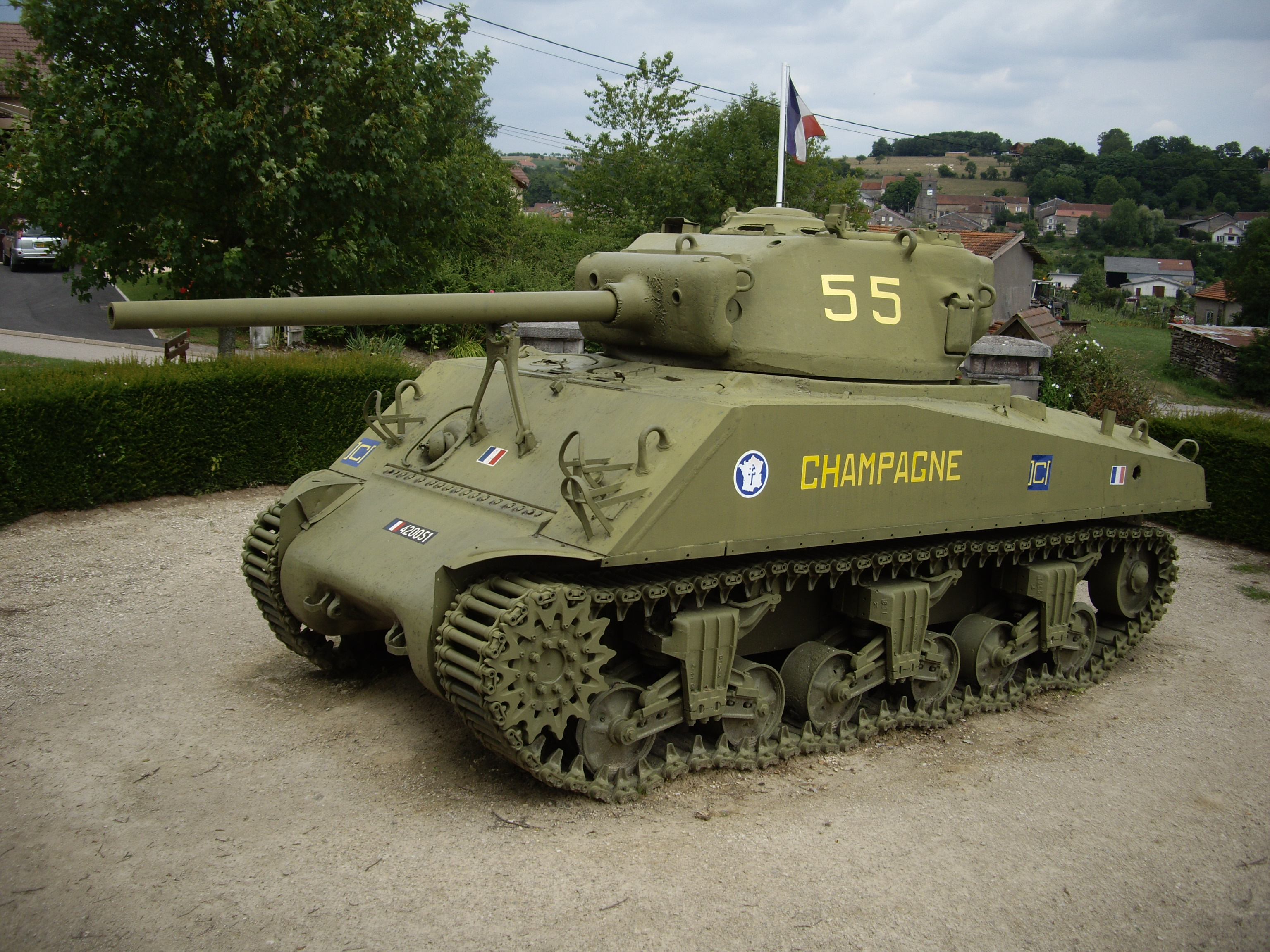
Char Sherman Champagne.

### Personnalités liées à la commune
- Henri de Ville-sur-Illon, évêque de Toul de 1409 à 1439[57],[58].
- Émile George (1830-1903) préfet des Vosges pendant la guerre franco-allemande de 1870[59].
- Médaillés de Sainte Hélène[60].

### Héraldique
| Blason | Blasonnement : D'or à la croix de gueules. Commentaires : ce sont les armes des seigneurs du lieu, et du nom. Cette maison, d'ancienne chevalerie, s'est éteinte pour la branche ainée avec la mort d'Anthoine de Ville au milieu du XVIe siècle. Elle jouissait d'une grande considération, puisque les ducs donnaient aux membres de cette famille le titre de cousins. |